# ویرجینیا همیلتون
ویرجینیا استر همیلتون (به انگلیسی: Virginia Esther Hamilton) (۱۲ مارس ۱۹۳۴ – ۱۹ فوریه ۲۰۰۲) نویسنده آمریکایی ادبیات کودکان و برنده جایزه هانس کریستیان آندرسن در سال (۱۹۹۲)